# Cañete de las Torres (kommunhuvudort)
Cañete de las Torres är en kommunhuvudort i Spanien.   Den ligger i provinsen Province of Córdoba och regionen Andalusien, i den södra delen av landet, 290 km söder om huvudstaden Madrid. Cañete de las Torres ligger 322 meter över havet och antalet invånare är 3 192.
Terrängen runt Cañete de las Torres är platt. Runt Cañete de las Torres är det ganska glesbefolkat, med 38 invånare per kvadratkilometer. Närmaste större samhälle är Montoro, 18,3 km norr om Cañete de las Torres. Trakten runt Cañete de las Torres består till största delen av jordbruksmark.